# Damokos Mihály-kúria
A csernátoni Damokos Mihály-kúria műemlék épület Romániában, Székelyföldön, Kovászna megyében. A romániai műemlékek jegyzékében a CV-II-m-A-13171 sorszámon szerepel.